# Don't Be Afraid of the Dark (nummer)
Don't Be Afraid of the Dark is een nummer van de Amerikaanse The Robert Cray Band. Het is het titelnummer van het vijfde studioalbum van de band uit 1988. In juni dat jaar werd het nummer op 7" en 12" vinylsingle uitgebracht.

## Achtergrond
Het bluesrocknummer is uitgebracht als de eerste single van dit album op Mercury Records. Het is geschreven door Dennis Walker, die ook Cray's grootste hit Right Next Door (Because of Me) geschreven heeft. De B-kant is "At Last".
In Nederland werd de plaat in de zomer van 1988 regelmatig gedraaid op de landelijke radiozenders en werd een radiohit in de destijds twee hitlijsten. De plaat stond acht weken genoteerd in de Nederlandse Top 40 en kwam niet verder dan de 13e positie.. In de Nationale Hitparade Top 100 werd de 16e positie bereikt en stond de plaat twaalf weken genoteerd.
In België bereikte de plaat de 11e positie in de voorloper van de Vlaamse Ultratop 50.. In de Vlaamse Radio 2 Top 30 werd de 14e positie bereikt. In Wallonië werd géén notering behaald.
In de sinds december 1999 jaarlijks uitgezonden NPO Radio 2 Top 2000 van de Nederlandse publieke radiozender NPO Radio 2, stond de plaat alleen in 2005 en 2006 genoteerd met als hoogste notering een 1735e positie in 2006.

## NPO Radio 2 Top 2000
| Nummer met noteringen in de NPO Radio 2 Top 2000 | '05  | '06  |
| ------------------------------------------------ | ---- | ---- |
| Don't Be Afraid of the Dark                      | 1809 | 1735 |

1. ↑  Een vetgedrukt getal geeft de hoogste notering aan.
2. ↑  2005 was het eerste jaar met een notering voor dit nummer.
3. ↑  Deze tabel is bijgewerkt tot en met de laatste editie (2024).